# Karel Konečný
Karel Konečný (* 24. března 1965 Zábřeh) je český historik a bývalý místní politik. Jako historik se specializuje na dějiny 20. století, dějiny mezinárodních vztahů 20. století se zaměřením na střední Evropu, dějiny exilu ve 20. století, dějiny Univerzity Palackého a dějiny Olomouce. V poslední dekádě[kdy?] svého vědeckého působení na Filozofické fakultě Univerzity Palackého zaměřil svůj výzkum především na historii nekomunistických stran (Československé strany lidové a Československé strany socialistické) po roce 1948 a na regionální dějiny v období socialismu. Je autorem nebo spoluautorem několika monografií a studií. V současné době[kdy?] působí na Pedagogické fakultě Univerzity Palackého, kde je vedoucím katedry společenských věd. V letech 2018–2022 byl náměstkem primátora statutárního města Olomouce.

## Biografie
Po studiu na gymnáziu v Zábřehu zamířil na Filozofickou fakultu Univerzity Palackého v Olomouci (1983-1987 jednooborová historie), kde získal titul PhDr. Od roku 1988 do roku 2018 působil na Katedře historie na FF UP. V roce 1994 získal na Historickém ústavu AV ČR v Praze titul CSc. za jménem a v roce 2006 obhájil habilitační práci na FF UP v Olomouci.
V roce 1997 získal Fulbright Scholar a využil tak možnosti ročního vědeckého bádání v USA na Luther College, Decorah, Iowa. V roce 2003 a 2004 získal dva vědeckovýzkumné pobyty na University of Chicago, Regenstein Library.
Je činný i v akademických a vědeckých orgánech různých institucích. Byl tajemníkem oborové rady pro české a dějiny na KH FF UP v Olomouci a zároveň byl tajemníkem oborové rady i pro obecné dějiny na téže katedře na FF UP v Olomouci. Dále působil jako tajemník Centra pro československá exilová studia při KH FF UP v Olomouci. Dále je členem oborové rady pro české dějiny na HÚ FF Univerzity Hradec Králové a členem vědecké rady na FF Univerzity Hradec Králové. Též byl členem redakční rady vědeckého časopisu Securitas Imperii, který vydává Ústav pro studium totalitních režimů v Praze.

### Politická kariéra
V komunálních volbách v roce 2018 byl dvojkou kandidátky hnutí ANO 2011, jehož byl členem. Koalici vytvořilo vítězné hnutí ANO, čtvrtá ODS, pátá KDU-ČSL a šesté hnutí spOLečně. Karel Konečný se stal členem rady města a náměstkem primátora Miroslava Žbánka pro oblast školství.
Ve volbách do Poslanecké sněmovny PČR v roce 2021 neúspěšně kandidoval za ANO 2011 z posledního, 23. místa kandidátky v Olomouckém kraji.

## Granty
V letech 2000-2012 byl spoluřešitelem pěti víceletých grantových projektů GAČR. V letech 2002-2004 byl spoluřešitelem výzkumného záměru MŠMT. V letech 2002-2014 byl řešitelem nebo spoluřešitelem několika několika interních grantových projektů na FF UP v Olomouci.

### Aktivity na akademické půdě
Je členem habilitačních komisí (FSV UK Praha, FPF SU v Opavě, FF UHK). Byl školitelem devíti doktorandů v oborech české a obecné dějiny na KH FF UP v Olomouci. Je autorem nejméně deseti oponentských posudků na disertační práce (FSV UK v Praze, FF UK v Praze, FF UP v Olomouci). Dále je vyhledávaným autorem recenzních posudků pro vědecké časopisy v ČR i v zahraničí (Časopis Matice moravské, Český časopis historický, ZfO Marburg).